# L'Accordeur
Pour les articles homonymes, voir Accordeur.
Pour plus de détails, voir Fiche technique et Distribution.
L'Accordeur est un court métrage réalisé par Olivier Treiner, sorti en 2010.
Ce court-métrage a remporté 55 prix dans 100 festivals. Et en février 2012, lors de la 37e cérémonie des César, il est récompensé par le César du meilleur court métrage,.
Il a été diffusé pour la première fois à la télévision le 9 mars 2012 sur France 3.

## Synopsis
Après un échec à un concours international, un jeune pianiste prodige se reconvertit en accordeur de piano prétendument aveugle (car les gens croient que les sens, particulièrement l'ouïe, d'un aveugle sont plus aiguisés). C'est une autre façon de jouer, un peu bizarre et qui, même s'il semble amusant de s'introduire presque innocemment dans l'intimité de personnes convaincues qu'on ne les voit pas, peut réserver des sensations extrêmes à qui la pratique.

## Fiche technique
- Réalisateur : Olivier Treiner
- Scénariste : Olivier Treiner
- Producteurs : Thibault Gast et Matthias Weber
- Musique originale : Raphaël Treiner
- Directeur de la photo : Julien Roux
- Montage : Jean-Baptiste Beaudoin
- Maquillage : Chandes Flore
- Directeur de production : Paul Sergent
- Pays de production :  France
- Durée : 13 minutes
- Format de projection : 35 mm - Béta numérique
- Cadre : 1,85
- Format son : Dolby SR

## Distribution
- Grégoire Leprince-Ringuet : Adrien
- Grégory Gadebois : Simon
- Danièle Lebrun : La Femme
- Emeline Gue : La danseuse

## Distinctions
- César du meilleur court-métrage lors de la 37e cérémonie des César
- Chistera du jury au Festival international des jeunes réalisateurs de Saint-Jean-de-Luz
- Prix Télébec 2011 au Festival du cinéma international en Abitibi-Témiscamingue.

## Remakes
Le film a inspiré le réalisateur indien Sriram Raghavan, qui s'est basé sur L'Accordeur pour écrire la comédie noire en langue hindi Andhadhun. Ce film a lui même connu trois remakes : Maestro en 2021 en télougou, Bhramam en 2021 en malayalam et Andhagan en 2024 en tamoul.